# Відкрита книга (фільм, 1977)
Про радянський двосерійний художній фільм див. Відкрита книга (фільм, 1973)
«Відкрита книга» (рос. «Открытая книга») — радянський дев'ятисерійний художній телевізійний фільм, знятий на кіностудії «Ленфільм» у 1977 році режисером Віктором Титовим за однойменним романом Веніаміна Каверіна.

## Сюжет
Героїня фільму — вчений-мікробіолог, яка отримала перші в СРСР зразки пеніциліну і брала участь в організації процесу його промислового виробництва. Відкриттю нового сильнодіючого препарату передували багаторічні наукові дослідження. Почалися вони ще на початку століття в маленькому провінційному містечку Лопахіне, в лабораторії старого лікаря Лебедєва, з яким випадково знайомиться сусідська дівчинка Таня Власенкова, яка вперше дізналася в будинку дослідника про загадковий світ науки.

## У ролях
- Наталія Дикарьова —  Таня Власенкова  (озвучила Галина Чигинська)
- Ія Саввіна —  Тетяна Власенкова в зрілому віці
- Георгій Тараторкін —  Дмитро Львов
- Олексій Васильєв —  Андрій Львов в дитинстві
- Михайло Погоржельский —  професор Павло Петрович Лебедєв
- Олена Соловей —  Глафіра Сергіївна, дружина Дмитра Львова, потім дружина Крамова
- Олег Янковський —  Раєвський, видавець листів актриси Кречетової до професора Лебедєва
- Інна Кондратьєва —  Агнія Петрівна
- Ніна Ургант —  мати Тані
- Володимир Басов —  батько Тані
- Вадим Паничев —  Володя Лукашевич
- Юрій Богатирьов —  Андрій Львов, чоловік Тані
- Всеволод Сафонов —  професор Микола Васильович Заозерський
- Леонід Неведомський —  Петро Рубакин, колега Власенкова
- Олена Драпеко —  Олена Бистрова
- Ірина Мазуркевич — Марійка, фельдшер
- Олег Табаков —  Валентин Сергійович Крамов, директор інституту
- Роман Громадський —  Рєпнін
- Валерій Кравченко —  Бородулін
- Георгій Тейх —  Дроздов
- Олег Єфремов —  Антон Марлін
- В'ячеслав Васильєв —  Шапошников
- Володимир Марков —  Коломнін
- Сергій Заморєв —  Віктор Мерзляков
- Станіслав Соколов —  Скрипаченко
- Галина Інютіна —  Кречетова

## Знімальна група
- Сценарій —  Веніамін Каверін, Володимир Савін
- Постановка —  Віктор Титов
- Головний оператор —  Анатолій Іванов
- Головний художник —  Юрій Пугач
- Композитор —  Микола Мартинов